# Guanagazapa
Guanagazapa es un municipio del departamento de Escuintla de la región sur-central de la República de Guatemala. Celebra su fiesta patronal el 10 de agosto de cada año en honor a su santo patrono San Lorenzo. En el año 2003 el reverendo Cura Párroco Edgar Del Cid, queriendo darle sentido a la fiesta del 15 de febrero, programa la consagración del nuevo templo, siendo el 15 de febrero de ese año, que el obispo coadjutor de Escuintla, Monseñor Víctor Hugo Palma consagra el Templo.
Los primeros pobladores se establecieron originalmente en un valle cercano al moderno municipio, hasta que en 1808 el lugar fue destruido por un incendio provocado, obligándolos a marcharse del lugar y establecerse en un paraje llamado «Los Apantes» en donde está ubicado actualmente. Luego de la independencia de Centroamérica en 1821, el poblado de Guanagazapa era parte del Distrito N.º 2 (Escuintla) para la administración de justicia por medio del entonces novesoso sistema de juicios de jurados.

## Geografía física

### Ubicación geográfica
Guanagazapa está localizada en el departamento de Escuintla y se encuentra a una distancia de 28 kilómetros de la cabecera departamental. Sus colindancias son:
- Norte: San Vicente Pacaya, municipio del departamento de Escuintla
- Noroeste: Escuintla, municipio y cabecera del departamento de Escuintla
- Noreste: Pueblo Nuevo Viñas, municipio del departamento de Santa Rosa
- Sur: Iztapa, municipio de Escuintla
- Sureste: Taxisco, municipio del departamento de Santa Rosa
- Suroeste: Masagua, municipio del departamento de Escuintla[6]

| Noroeste: Escuintla | Norte: San Vicente Pacaya | Nordeste: Pueblo Nuevo Viñas |
|                     |                           |                              |
| Suroeste: Masagua   | Sur: Iztapa               | Sureste: Taxisco             |

## Gobierno municipal
Los municipios se encuentran regulados en diversas leyes de la República, que establecen su forma de organización, lo relativo a la conformación de sus órganos administrativos y los tributos destinados para los mismos.  Aunque se trata de entidades autónomas, se encuentran sujetas a la legislación nacional. Las principales leyes que rigen a los municipios en Guatemala desde 1985 son:
| N.º | Ley                                                | Descripción |
| --- | -------------------------------------------------- | --- |
| 1   | Constitución Política de la República de Guatemala | Tiene una regulación legal específica para los municipios en los artículos 253 al 262. |
| 2   | Ley Electoral y de Partidos Políticos              | Ley de carácter constitucional aplicable a los municipios en el tema de la conformación de sus autoridades electas. |
| 3   | Código Municipal                                   | Decreto 12-2002 del Congreso de la República de Guatemala. Tiene la categoría de ley ordinaria y contiene preceptos generales aplicables a todos los municipios, e inclusive contiene legislación referente a la creación de los municipios.             |
| 4   | Ley de Servicio Municipal                          | Decreto 1-87 del Congreso de la República de Guatemala. Regula las relaciones entra la municipalidad y los servidores públicos en materia laboral. Tiene su base constitucional en el artículo 262 de la constitución que ordena la emisión de la misma. |
| 5   | Ley General de Descentralización                   | Decreto 14-2002 del Congreso de la República de Guatemala. Regula el deber constitucional del Estado, y por ende del municipio, de promover y aplicar la descentralización y desconcentración económica y administrativa.                                |

El gobierno de los municipios de Guatemala está a cargo de un Concejo Municipal mientras que el código municipal —que tiene carácter de ley ordinaria y contiene disposiciones que se aplican a todos los municipios de Guatemala— establece que «el concejo municipal es el órgano colegiado superior de deliberación y de decisión de los asuntos municipales […] y tiene su sede en la circunscripción de la cabecera municipal». Por último, el artículo 33 del mencionado código establece que «[le] corresponde con exclusividad al concejo municipal el ejercicio del gobierno del municipio».
El concejo municipal se integra con el alcalde, los síndicos y concejales, electos directamente por sufragio universal y secreto para un período de cuatro años, pudiendo ser reelectos.
Los alcaldes que ha habido en el municipio son:
- 2012-2016: Weimer Reyes[8]

## Historia
No se tiene información disponible sobre la fecha oficial exacta de cuando se fundó el municipio; sin embargo, se puede afirmar que es una localidad muy antigua. Los primeros pobladores se establecieron originalmente en un valle, hasta que en 1808 el lugar fue destruido por un incendio provocado, obligándolos a marcharse del lugar. Los pobladores se establecieron entonces en un paraje llamado «Los Apantes» en donde está ubicado actualmente.

### Tras la Independencia de Centroamérica
La constitución del Estado de Guatemala promulgada el 11 de octubre de 1825 estableció los circuitos para la administración de justicia en el territorio del Estado y menciona que el poblado de Guanagazapa era parte del Circuito de Escuintla en el Distrito N.º 2 del mismo nombre, junto con Escuintla, San Pedro Mártir, Chahuite, Palín, Masagua, los dos Mixtanes, Don García, Tecuaco, La Gomera, Chipilapa, Siquinalá y Cotzumalguapa.

## Economía
Se practica la agricultura y se crían animales de corral. Además, también se exportan grandes cantidades de madera y se elaboran muebles.

### Agricultura
Realizan siembras de verduras y frutas. Una de las cosechas más producidas e importantes que tiene el municipio es el café, del que se exportan grandes cantidades y es una gran ayuda al desarrollo de su economía. Entre los cultivos que realizan los pobladores están los granos básicos como maíz, frijol, maicillo y arroz.

### Actividad precuaria
Entre las diferentes clases de animales que cría los pobladores están las ganaderías en donde se encuentran las vacas y toros, aves de corral que se encuentran los gallos, gallinas, pollos y otros.

### Industrialización
Gracias a los diferentes árboles industrializables que el municipio contiene, se exportan maderas que sirven a la construcción de muebles y también sirven como leña para muchos pobladores.

### Apicultura
Además de las otras actividades, los pobladores tienen una actividad apícola muy productiva, convirtiéndolo en uno de los municipios que más miel exporta en todo el departamento de Escuintla.